# Yūki Uekusa
Yūki Uekusa (japanisch 植草 裕樹 Uekusa Yūki; * 2. Juli 1982 in der Präfektur Chiba) ist ein japanischer Fußballspieler.

## Karriere
Uekusa erlernte das Fußballspielen in der Universitätsmannschaft der Waseda-Universität. Seinen ersten Vertrag unterschrieb er 2005 bei Kawasaki Frontale. Der Verein spielte in der höchsten Liga des Landes, der J1 League. 2009 wechselte er zum Ligakonkurrenten Montedio Yamagata. Für den Verein absolvierte er 18 Erstligaspiele. 2012 wechselte er zum Ligakonkurrenten Vissel Kobe. Am Ende der Saison 2012 stieg der Verein in die J2 League ab. 2013 wurde er mit dem Verein Vizemeister der J2 League und stieg wieder in die J1 League auf. Im August 2014 wechselte er zum Zweitligisten V-Varen Nagasaki. Für den Verein absolvierte er 23 Ligaspiele. Im Juli 2016 wechselte er zum Ligakonkurrenten Shimizu S-Pulse. 2016 wurde er mit dem Verein Vizemeister der J2 League und stieg in die J1 League auf. Für den Verein absolvierte er 15 Ligaspiele. Ende 2018 beendete er seine Karriere als Fußballspieler.

## Erfolge
Kawasaki Frontale
- J1 League

Vizemeister: 2006, 2008
- J.League Cup

Finalist: 2007